# 藤間爽子
藤間 爽子（ふじま さわこ、1994年（平成6年）8月3日 - ）は、日本の女優、日本舞踊家。三代目 藤間紫（さんだいめ ふじま むらさき）として日本舞踊紫派藤間流の家元も務める。
東京都出身。青山学院大学文学部比較芸術学科卒業。阿佐ヶ谷スパイダース所属。所属事務所はレプロエンタテインメント。祖母は日本舞踊家で女優の藤間紫（初代）。

## 人物
祖母は日本舞踊の紫派藤間流・初世家元藤間紫。祖父は藤間流宗家の舞踊家で人間国宝の二世 藤間勘祖（六世 藤間勘十郎）。父は元俳優の藤間文彦。母は元女優の島村佳江。兄は元ジャニーズJr.で日本舞踊家の紫派藤間流師範、初世藤間翔（藤間貴彦）。
幼少より祖母・初世家元藤間紫に師事。7歳で歌舞伎座の舞踊会で初舞台を踏む。小学４年生の時に舞った「羽根の禿（はねのかむろ）」は二代目市川猿翁が絶賛し、藤間紫が嫉妬したほどで、早くから後継者に指名されていた。藤間紫の死後、二代目を襲名した猿翁に師事してきたが、弟子からも技術が認められ、2018年に三代目襲名が決まった。
女優としては、2017年に連続テレビ小説「ひよっこ」（NHK）でデビュー。2018年には野田秀樹脚本、中屋敷法仁演出の舞台「半身」で桜井玲香とW主演を務める。
2021年2月28日、東京の日枝神社で三代目藤間紫を襲名し、日本舞踊の紫派藤間流家元となった。兄の貴彦は初代・藤間翔(かける)を襲名している。2022年1月、延期になっていた紫派藤間流舞踊会を国立劇場にて開催し、『京鹿子娘道成寺』白拍子花子、『道行初音旅』静御前などを務めた。女優業は当面、藤間爽子名義で続ける意向を示した。師匠の二代目市川猿翁(二代目藤間紫)は「初世の遺言通り、『孫の爽子が年ごろを迎えた暁に、3代目家元として藤間紫を襲名させて欲しい』という遺志を実現する時期に達したと思い（中略）継承させる運びとなりました。それに伴い、妹を支えて共に芸道に励む覚悟をした兄の貴彦には、私の生き様を示す『天翔ける心』から藤間翔と命名し、初代として名乗らせることを決めました」と文書でコメントしている。

## 出演

### テレビドラマ
- 連続テレビ小説（NHK）
  - ひよっこ 第132回・第134回（2017年9月2日・5日） - 若い頃の立花富 役
  - ちむどんどん 第98回・第100回・第121回（2022年8月24日・26日・9月26日） - 矢作佳代 役[7]
  - ブギウギ 第12回・第24回 - 第26回・第40回・第91回 - 第97回（2023年10月17日・11月2日 - 6日・24日・2024年2月9日 - 19日） - （藤田）タイ子 役[8]
- 大河ファンタジー 精霊の守り人 最終章 第2回（2017年12月2日、NHK総合） - 王妃の侍女 役
- 大富豪同心 第7回（2019年6月21日、NHK BSプレミアム） - お直 役
- ドラマWスペシャル あんのリリック -桜木杏、俳句はじめました-（2021年2月27日・3月6日、WOWOW） - クルミ 役
- ボイスII 110緊急指令室（2021年7月10日 - 9月25日、日本テレビ） - 小松知里 役[9]
- マイファミリー（2022年4月10日 - 6月12日、TBS） - 鈴間亜矢 役[10][11]
- 僕の姉ちゃん（2022年7月28日 - 9月29日、テレビ東京） - 田辺ノリ 役[注 1][12]
- silent（2022年10月6日 - 12月22日、フジテレビ） - 横井真子 役[13]
- ドラフトキング（2023年4月8日 - 6月10日、WOWOW） - ヒロイン・美嶋瞳 役[14]
- こっち向いてよ向井くん 第3話・第4話（2023年7月26日・8月2日、日本テレビ） - 原チカ 役[15]
- つづ井さん（2024年10月11日 - 12月27日、読売テレビ） - 主演・つづ井さん 役[16]
- 新・暴れん坊将軍（2025年1月4日、テレビ朝日） - おきぬ 役[17]
- 秘密〜THE TOP SECRET〜 第6話（2025年3月3日、関西テレビ・フジテレビ） - 浜田葵 役[18]
- 晴れたらいいね（2025年3月30日、テレビ東京） - 岩倉民子 役
- ひとりでしにたい（2025年6月21日 - 8月2日、NHK総合） - 山崎美咲 役
- 大河ドラマ べらぼう〜蔦重栄華乃夢噺〜（2025年、NHK） - きよ[注 2] 役[19]

### 映画
- pour（2019年11月16日、うえだ城下町映画祭 第17回自主制作映画コンテストにて上映） - 吉田優衣 役
- gingerale（2021年6月11日 - 21日、ショートショート フィルムフェスティバル＆アジア2021にて上映） - ヒロイン・瀬那 役
- コンビニエンス・ストーリー（2022年8月5日、東映ビデオ） - 平坂 役[20]
- 大名倒産（2023年6月23日、松竹） - お初 役[21]
- 夜明けのすべて（2024年2月9日、バンダイナムコフィルムワークス / アスミック・エース） - 岩田真奈美 役[22]
- 九十歳。何がめでたい（2024年6月21日、松竹） - 杉山桃子 役[23]
- 夏目アラタの結婚（2024年9月6日、ワーナー・ブラザース映画） - 品川環 役[24]
- チャチャ（2024年10月11日、メ～テレ / カルチュア・パブリッシャーズ） - 凛 役[25]
- アイミタガイ（2024年11月1日、ショウゲート） - 郷田叶海 役 [26]
- サンセット・サンライズ（2025年1月17日、ワーナー・ブラザース映画） - 澤村千佳 役[27]
- ゆきてかへらぬ（2025年2月21日、キノフィルムズ） - 中原孝子 役[28]

### テレビ番組
- 新・にっぽんの芸能「藤間紫、いま咲き誇る」（2022年12月9日、NHK Eテレ）[29]
- わたしのヒュッゲ（2023年4月7日 - 、テレビ東京） - ナレーション[30]

### ラジオ
- ねじれちまった悲しみに（2019年8月18日、TOKYO FM） - ナレーション[31]
- TOKYO FM特別番組 Positive〜コロナとホテルとラインチャット〜（2020年11月15日、TOKYO FM） - マンタ 役（ストーリーテラー）[32]

### 舞台
- 半神（2018年7月11日 - 22日、中屋敷法仁演出） - 主演・マリア 役（桜井玲香とW主演）[33]
- 阿佐ヶ谷スパイダース vol.26「MAKOTO」（2018年8月9日 - 9月30日、長塚圭史演出） - 花子 役[34]
- 阿佐ヶ谷スパイダース vol.27「桜姫～燃焦旋律隊殺於焼跡～」（2019年9月10日 - 28日、長塚圭史演出） - 主演・吉田 役[35]
- てがみ座 第16回公演「燦々」（2020年2月7日 - 16日、扇田拓也演出） - しのぶ、滝野 役[36]
- ふたり芝居「タンスのゆくえ」（2020年6月24日 - 26日、田村孝裕演出） - 主演・ミホ 役（中村まこととW主演）[37]
- オンライン演劇「ベラボウの夢」『ユメはイシん』（2020年11月15日、マイアミ啓太演出） - 主演（光永とW主演）
- いとしの儚（2021年3月6日 - 14日、川名幸宏演出） - ヒロイン・儚 役[38]
- 阿佐ヶ谷スパイダース「老いと建築」（2021年11月7日 - 12月5日、長塚圭史演出） - 喜子 役[39]
- ハムレット（2023年3月6日 - 29日、野村萬斎演出） - ヒロイン・オフィーリア 役[40]
- 帰れない男〜慰留と斡旋の攻防〜（2024年4月13日 - 5月22日、倉持裕演出） - 山室瑞枝 役[41]
- ケムリ研究室 no.4「ベイジルタウンの女神」（2025年5月6日 - 6月15日、ケラリーノ・サンドロヴィッチ演出） - スージー 役[42]

### 配信ドラマ
- 晴れたらいいね（2025年1月10日、Amazon Prime Video） - 岩倉民子 役[43][注 3]

### CM
- 大塚製薬 カロリーメイトゼリー「体操選手と新入社員」篇（2018年）
- オリンピック・パラリンピック等経済界協議会ビジョンムービー「レガシー」（2019年）[45]
- ロゼット 洗顔パスタ 三世代物語 WEBムービー「想いは今、あふれてる」（2019年）
- 政府広報 コロナ対策（2021年）
  - 「keepsafe」篇
  - 「keepsafefor」篇
- 大塚製薬 エルシリーズ web movie「うまくいけ、わたし からだ。」篇（2021年）
- ロート製薬 肌ラボ「こだわる人はシンプルだ。日本舞踊家・藤間爽子」篇（2021年）
- NTTドコモ「だったらドコモだ」篇（2022年）[46]
- ウェルスナビ（2023年）[47]
  - 「はじめての資産運用」篇
  - 「らくらくNISA」篇
- 四国電力
  - 「いいね、電化の暮らし。」篇（2023年）[48]
  - 「よんでんコンシェルジュ」篇（2024年）[49]
  - 「電化の暮らしにおじゃまします」篇（2024年）[50]

### MV
- プランクトン「億劫」（2023年6月28日） - 主演[51]